# Ска-кор
Ска-кор — разновидность музыкального стиля ска, содержащая элементы хардкор-панка.

## История

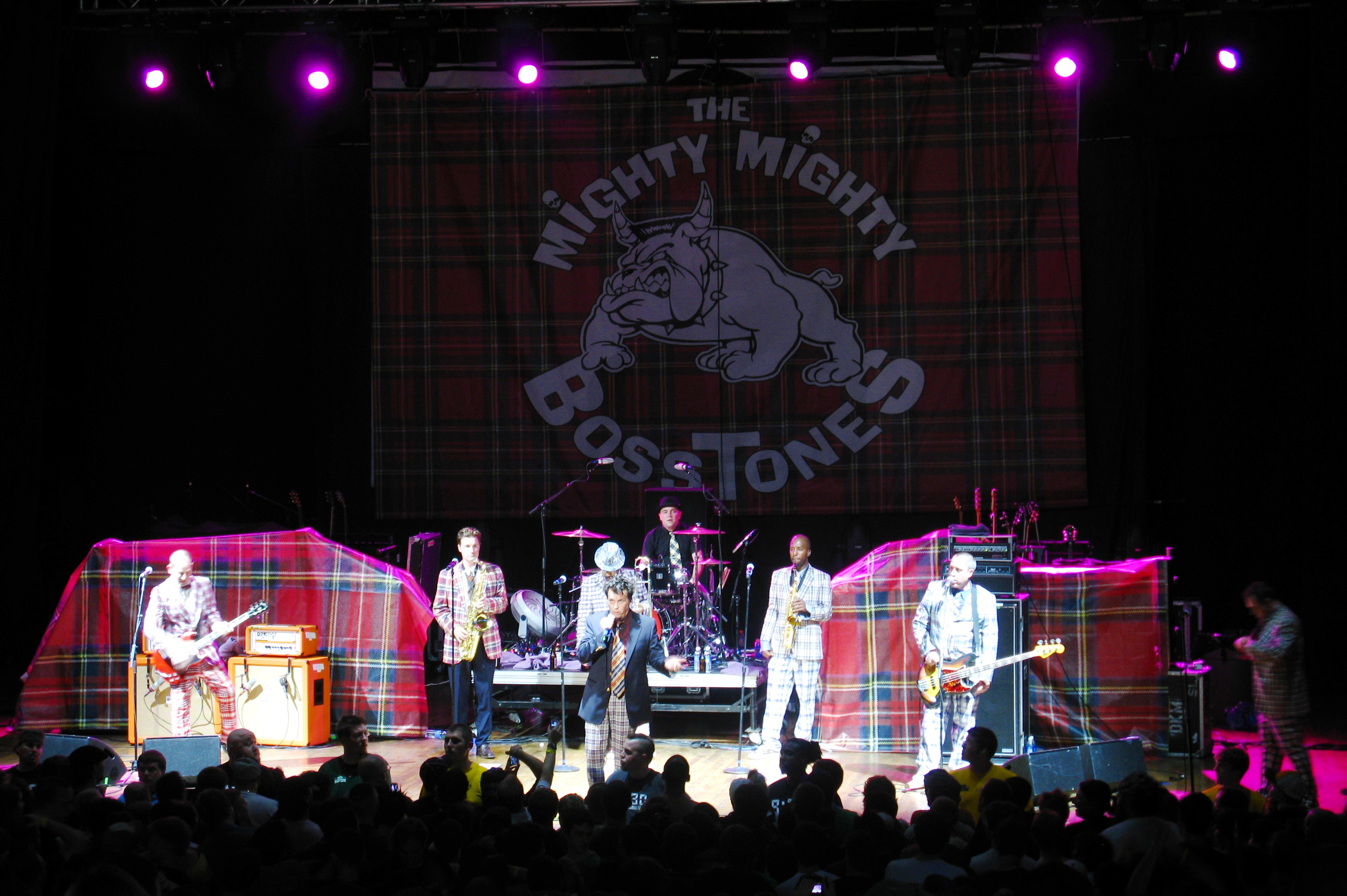
Выступление группы The Mighty Mighty Bosstones

На пике популярности третьей волны ска в аудиторию слушателей этой музыки вошли и любители хардкор-панка. Вполне логично было бы ожидать смешения этих совершенно противоположных стилей. Само это музыкальное направление появилось в конце восьмидесятых — начале девяностых годов благодаря группе The Mighty Mighty Bosstones из города Бостон. Их творчество совмещало в себе ска (акцент на слабые доли, духовые инструменты, мелодичность) и хардкор (быстрый ритм, тяжёлый звук). Другая очень известная ска-кор команда — Operation Ivy.
На данный момент ска-кор распространён по всему миру. Данный музыкальный стиль настолько сильно контактирует со ска-панком, что практически не существует существенных различий между этими направлениями. Нередко даже сами исполнители музыки не могут точно сказать, какую музыку они играют.

## Особенности жанра
- Перегруженная слабая доля (хорошо отслеживается в Voodoo Glow Skulls).
- Слишком быстрый для ска ритм.
- Эксцентричный вокал (может содержать гроулинг или скриминг) — Titan Outfits, Nino Zombi.
- Социальные или политизированные тексты, почти полностью отсутствующие в музыке ска. (Against All Authority).
- Небольшая продолжительность композиций.
- Нередко отсутствует духовая секция.